# Głogowiec (Kutno)
Pour les articles homonymes, voir Głogowiec.

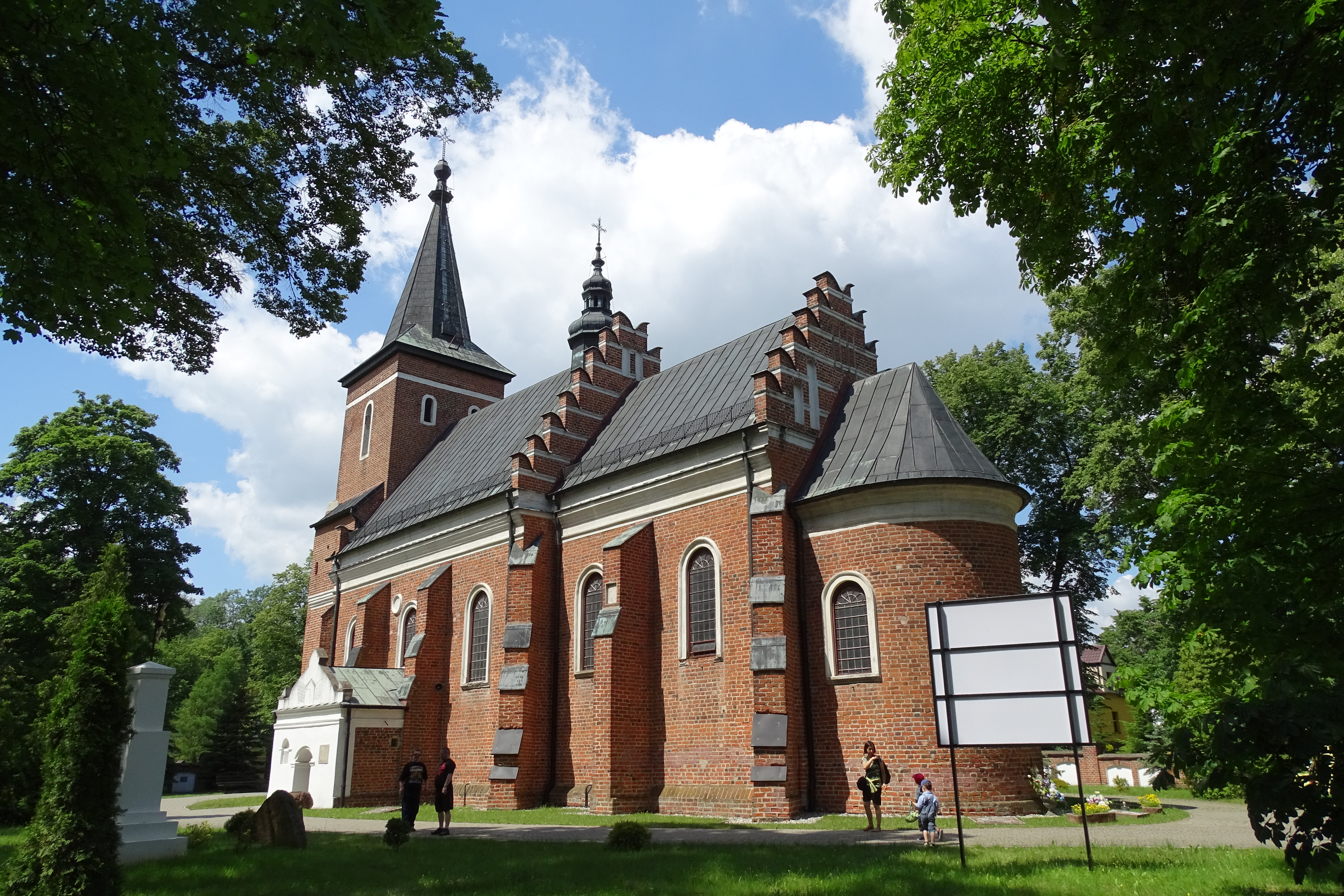
Eglise de la Vierge Marie. Construit au XVe siècle.

Głogowiec (prononciation [ɡwɔˈɡɔvjɛt͡s]) est un village de la gmina de Kutno, du powiat de Kutno, dans la voïvodie de Łódź, situé dans le centre de la Pologne.
Il se situe à environ 7 kilomètres au nord-ouest de Kutno (siège de la gmina et du powiat) et 57 kilomètres au nord de Łódź (capitale de la voïvodie).

## Administration
De 1975 à 1998, le village était attaché administrativement à l'ancienne voïvodie de Płock.

Depuis 1999, il fait partie de la nouvelle voïvodie de Łódź.